# Невілл Броуді
Невілл Броуді, RDI (народився 23 квітня 1957) — англійський графічний дизайнер, типограф і арт-директор. Він відомий своєю роботою в журналі The Face (1981—1986), журналі Arena (1987—1990), а також дизайном обкладинок для таких виконавців, як Clock DVA, Cabaret Voltaire, The Bongos, 23 Skidoo та Depeche Mode. У 1994 році він створив компанію Research Studios і є одним із засновників Fontworks. Його роботи входять до постійної колекції Музею сучасного мистецтва (MoMA). До вересня 2018 року він був деканом Школи комунікацій Королівського коледжу мистецтв у Лондоні. Зараз він професор комунікації.

## Молодість і освіта
Броуді народився в Саутгейті,Лондон. Він відвідував гімназію Мінченден і вивчав образотворче мистецтво на рівні A-Level Art. У 1975 році Броуді продовжив навчання на базовому курсі образотворчого мистецтва в коледжі мистецтв Горнсі.
Наприкінці 1976 року Броуді розпочав трирічне навчання на бакалавраті з графічного дизайну в Лондонському коледжі поліграфії. Значний вплив на його творчість справила поява панк-року в лондонському житті. Він створював плакати для студентських концертів у коледжі, зокрема для виступів Pere Ubu, за участю The Human League.
Його дипломна робота на першому курсі базувалася на порівнянні між дадаїзмом і поп-артом.

## 1980-ті: Художній напрямок
Експерименти Броуді з власноруч створеною типографікою без засічок, а також його вплив на поп-арт і дадаїзм, привернули увагу музичних компаній, таких як Fetish Records і Stiff Records, після того як він покинув коледж. Його дизайни обкладинок альбомів в основному пов'язані з групами гранж і панк-рок. Однією з його робіт є обкладинка альбому Misg0-Phonies групи Cabaret Voltaire, яку він створив у 1984 році. На обкладинці помітна його характерна типографіка, а також зображення забинтованої фігури, з якої виливається рідина з рота, і яка з порожнім поглядом дивиться на глядача.
Броуді був арт-директором журналу The Face. </link>Він керував художнім дизайном інших газет і  City Limits, Lei, Per Lui, Actuel і Arena, а також редизайном британських газет The Guardian і The Observer. </link>
У 1988 році компанія Thames & Hudson опублікувала перший із двох томів про його роботу, яка стала найбільш продаваною книгою про графічний дизайн у світі. </link> Загальні продажі зараз перевищують 120 000. </link> Супутня виставка його робіт у Музеї Вікторії та Альберта залучила понад 40 000 відвідувачів </link> перед туром по Європі та Японії.
У 1991 році Невілл Броуді та Джон Возенкрофт створили проект FUSE. FUSE — це інтерактивний журнал, який має на меті кинути виклик нашим поточним уявленням про типографіку та візуальну мову в епоху комунікаційних технологій і медіа, що постійно змінюються. Броуді також був частково відповідальний за поєднання між журналом, графічним дизайном і дизайном шрифту. Теми журналу варіюються від «Кодексів» і «Рун» до «Релігії» та «Порнографії». дослідження та свобода, яку демонструють видавці, незаперечні та захоплюючі. Конвенції, перевернуті у FUSE, є пророчими у визначенні нових стандартів. Кожен пакет містить публікацію зі статтями, пов'язаними з типографікою та іншими предметами, а також новими дизайнами шрифтів. У 1990 році він також заснував бібліотеку шрифтів FontFont разом з Еріком Шпікерманном.
Серед відомих шрифтів можна виділити оновлений шрифт газети Times — Times Modern, New Deal, що використовується в рекламних матеріалах, а також шрифти, які застосовуються для назв фільмів, як-от Public Enemies і Industria.
У 1994 році Броуді разом із Фва Річардсом заснував у Лондоні Research Studios. Дочірня компанія Research Publishing займається створенням і випуском експериментальних мультимедійних робіт молодих митців. Особлива увага приділяється FUSE — конференції та щоквартальному форуму, присвяченому експериментальній типографіці та комунікаціям. За понад десять років видання FUSE наближається до свого 20-го випуску. На сьогодні було проведено три конференції FUSE в Лондоні, Сан-Франциско та Берліні, які об'єднують спікерів з галузей дизайну, архітектури, звуку, кіно, інтерактивного дизайну та інтернету. </link>
Останні проекти включають редизайн BBC у вересні 2011 року, The Times у листопаді 2006 року зі створенням нового шрифту Times Modern. Шрифт багато в чому схожий із шрифтом Mercury, розробленим Джонатаном Хофлером. Це перший новий шрифт у газеті з моменту появи Times New Roman у 1932 році.
Компанія також завершила проект візуальної ідентичності для паризької виставки сучасного мистецтва Nuit Blanche у 2006 році. У лютому 2007 року Research Studios запустила новий вигляд для бренду шампанського Dom Pérignon, будучи призначеною в 2004 році, щоб допомогти бренду у його стратегії та зміні позиціонування. </link>
Станом на 2017 рік екзаменаційна комісія Welsh WJEC додала Невіла Броуді до свого навчального плану з графічного дизайну.
У 2021 році Броуді приєднався до консультативної ради Dogami, блокчейн-гри «Petaverse», у якій користувачі «усиновлюють» незамінні токени незамінні токени, натхненні собаками.

## Робота

### музика

#### Записи фетишів
Художній керівник (1980)
- Your Mum, Album Cover (1981)
- Bush Tetras, «Das Ah Riot/Boom», Single Cover (1981)
- The Bongos, Time and the River, EP Cover (1981)
- The Bongos, «Zebra Club», Single Cover (1981)
- The Bongos, «In The Congo/Hunting/Mambo Sun», Single Cover (1981)
- Clock DVA, «4 Hours», Single Cover (1981)
- Clock DVA, Thirst, Album Cover (1981)
- 23 Skidoo, The Gospel Comes To New Guinea/Last Words, Single cover (1981)
- 23 Skidoo, Seven Songs, Album Cover (1982)
- 23 Skidoo, Tearing Up The Plans, EP cover (1981)
- Throbbing Gristle, Five Albums Album Cover (1982)
- 8 Eyed Spy, «Diddy Wah Diddy» Single Cover (1982)
- Z'EV, «Wipe Out/Element L» Single Cover (1982)
- Stephen Mallinder, Pow Wow Album Cover (1982)
- Various Artists, Last Testament Album Cover (1982)

#### Кабаре Вольтер
- Численні дизайни футболок, значків і плакатів.
- " 3 Crepuscule Tracks « 12» Single Cover (1981)
- Обкладинка альбому " Червона Мекка " (1981)
- " Crackdown/Just Fascination « 12» Single Cover (1983)
- " Just Fascination « 7» Single Cover (1983)
- " James Brown « 12» Single Cover (1984)
- Обкладинка альбому " Microphonies " (1984)
- Обкладинка альбому " The Covenant, The Sword and Arm of Lord " (1985)
- Обкладинка альбому " Код " (1987)
- « Here To Go» Single Cover (1987)

#### інше
- Psychic TV, «Force The Hand Of Chance», обкладинка альбому (1982)
- The Birthday Party, «Junkyard», обкладинка альбому (1982)
- 23 Skidoo, обкладинка альбому " The Culling Is Coming " (1983)
- 23 Skidoo, Coup, Single cover (1984)
- 23 Skidoo, Urban Gamelan, Обкладинка альбому (1984)
- 23 Skidoo, Мова, Одна обкладинка (1984)
- 23 Skidoo, Thoughts Of You, Single cover (1985)
- 23 Skidoo, Beyond Time, Обкладинка альбому (2013)
- Defunkt, " The Razor's Edge « 12» Single Cover (1982)
- Depeche Mode, " Just Can't Get Enough " Single Cover (1982)
- Рівень 42, обкладинка альбому " Standing in the Light " (1983)
- Рівень 42, " Micro-Kid " Single Cover (1983)
- Elephant Talk, обкладинка альбому (1983)
- Куртіс Блоу, обкладинка синглу " Party Time « 12, Club Records (1985)
- Джеймі Дж. Морган, обкладинка альбому Shotgun
- Raybeats, „Holiday Inn Spain/Cocktails“ 7» обкладинка синглу на лейблі Don't Fall Off The Mountain (1981)
- Zuice, обкладинка альбому Everyone A Winner (1986)
- Zuice, обкладинка альбому " I'm Burning " (1987)
- Zuice, обкладинка альбому " Bless Your Lucky Stars " (1987)
- Zuice, " shought owt to all the run it straight crew an all mah dirty-30 ninjas out der tongan crip souljah 4 life " Обкладинка альбому (1987)

### Журнальна робота
- 1981—1986 Художній директор журналу The Face
- 1987—1990 Арт-директор журналу «Арена».

### Різне
- 1990 — відкрив FontWorks і став директором FontShop International
- 1994 Засновує Research Studios
- Поштові марки Невіла Броуді
- 2010 — «глобальна візуальна мова» (GVL) для встановлення узгодженості на веб-сайтах BBC — починаючи з Doctor Who та BBC News
- 2010 Співпрацює з Машею Ма над арт-модною кросовер-інсталяцією на арт-бієнале Get It Louder у Пекіні.[9]

## Досягнення
- Дизайн для Tribeca Issey Miyake у Нью-Йорку з Френком Гері </link>[ <span title="This claim needs references to reliable sources. (May 2007)">потрібна цитата</span> ]
- Основний внесок у FUSE, впливове видання про експериментальну типографіку
- У Лондонському музеї Вікторії та Альберта відбулася виставка робіт Броуді </link>[ <span title="This claim needs references to reliable sources. (May 2007)">потрібна цитата</span> ]
- Президентська нагорода D&AD 2011

## Шрифти від Brody
Brody створив 23 сімейства шрифтів, зокрема:
- Аркадія
- FF Автотрас
- FF Розмиття
- Б. Ф. Бонн
- Б. Ф. Баффало
- FF Брудний 1
- FF Брудний 2
- FF Брудний 3
- FF Брудний 4
- FF Брудний 6
- FF Брудний 6.9
- FF Брудний 7
- FF Брудний 7.2
- FF Брудний 7.9
- Ф. Ф. Купол
- Ф. Ф. Готика
- Ф. Ф. Гарлем
- Індустрія
- Знаки розрізнення
- FF Meta Subnormal
- Ф. Ф. Поп
- ФФ Токіо
- Шрифт FF 4
- Шрифт FF 6 і 7
- Ф. Ф. Тайсон
- FF Світ

## Подальше читання
- Fiell, Charlotte; Fiell, Peter (2005). Design of the 20th Century (вид. 25th anniversary). Köln: Taschen. с. 140–141. ISBN 9783822840788. OCLC 809539744.